# Катеринич Іван Трохимович
Іва́н Трохи́мович Катери́нич (червень 1906, Подільська губернія, тепер Україна — 1962, місто Донецьк) — радянський діяч промисловості, директор заводів.

## Життєпис
Народився в родині залізничника.
У 1930 році закінчив механічний факультет Київського політехнічного інституту.
У 1930—1931 роках — начальник цеху Бердичівського машинобудівного заводу «Прогрес».
Член ВКП(б) з 1931 року.
У 1931—1938 роках — начальник цехів № 4 та № 1 Новокраматорського машинобудівного заводу Донецької області.
У 1938—1939 роках — головний інженер Горлівського машинобудівного заводу Сталінської області.
У 1939—1941 роках — директор Горлівського машинобудівного заводу імені Кірова Сталінської області. Під його керівництвом завод став передовим підприємством із випуску очисних комбайнів для вугільної промисловості.
У 1941—1943 роках в евакуації очолював будівництво та роботу Копейського машинобудівного заводу імені Кірова Челябінської області. Завод випускав снаряди та міни для Червоної армії.
У грудні 1943—1949 роках — директор Горлівського машинобудівного заводу імені Кірова Сталінської області, керував його відновленням.
У 1949—1952 роках — директор Новокраматорського машинобудівного заводу Сталінської області.
У 1952—1954 роках — директор Сталінського машинобудівного заводу Сталінської області.
З 1954 року  — на керівній роботі в Міністерстві важкого, транспортного та енергетичного машинобудування СРСР. У цей період був у тривалих відрядженнях у Польщі та Індії.
На 1956—1959 роки — директор Сталінського заводу імені 15-річчя ЛКСМУ Сталінської області.
У червні 1959—1962 роках — заступник голови Ради народного господарства (раднаргоспу) Сталінського (Донецького) економічного адміністративного району із оборонної і машинобудівної промисловості.
Помер 1962 року в Донецьку. На його честь названо вулиці в Донецьку, Горлівці, Краматорську.

## Нагороди
- орден Леніна (26.04.1957)
- два ордени Трудового Червоного Прапора (1943, 1947)
- орден «Знак Пошани» (1939)
- медаль «За перемогу над Німеччиною у Великій Вітчизняній війні 1941—1945 рр.» (1945)
- медалі
- Сталінська премія ІІ ст. (1949) — за створення вугільного комбайна